# De dwazen van Baalbek

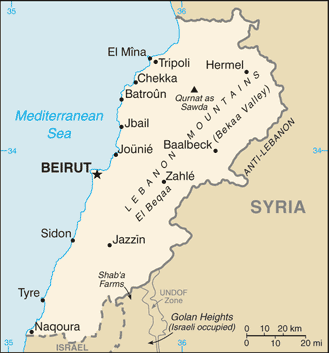
De situering van de steden Beiroet en Baalbek in Libanon.

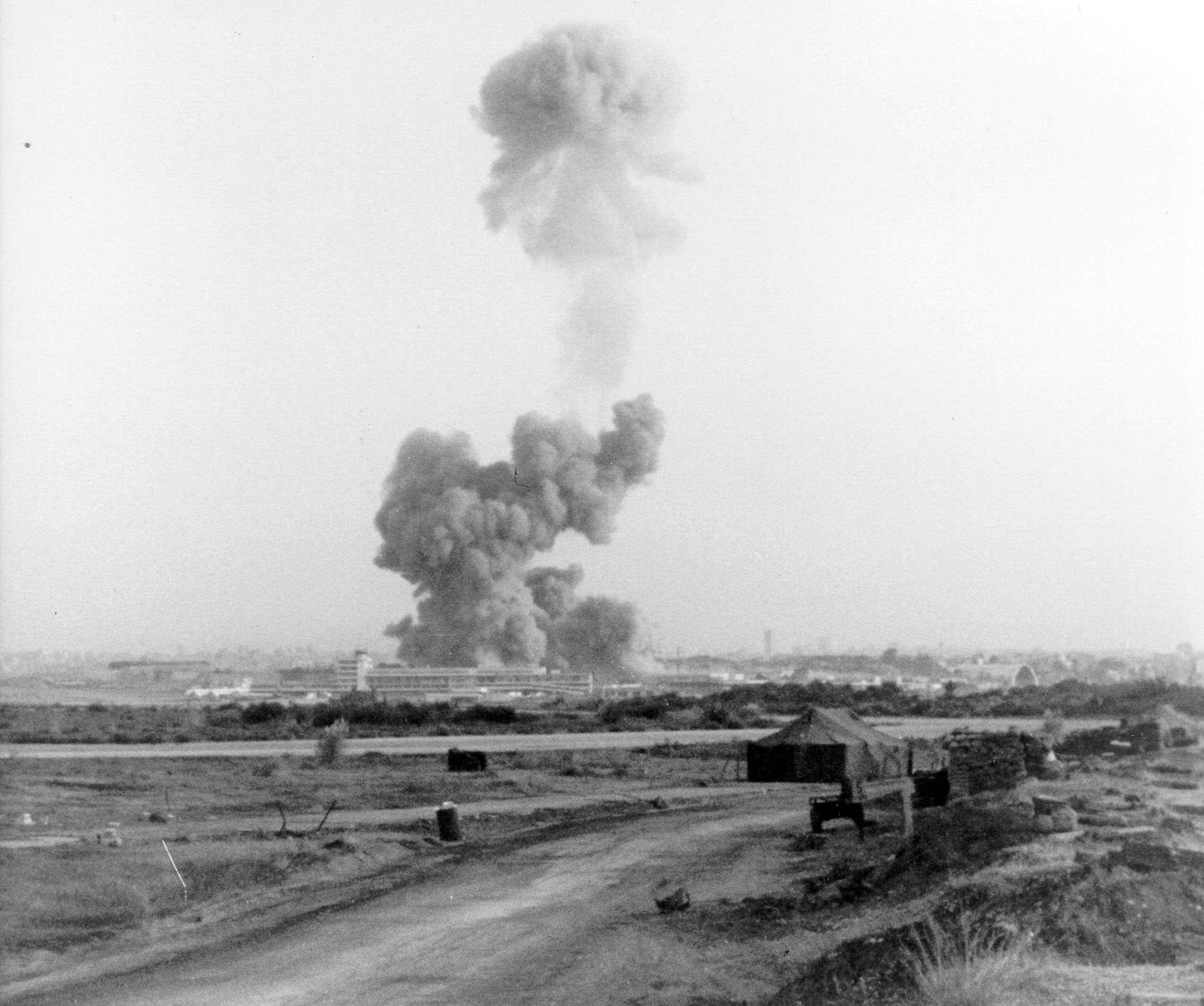
Bombardementen nabij de Libanese luchthaven in 1983.

De dwazen van Baalbek is een spionageroman van auteur Gérard de Villiers en het 74e deel uit de S.A.S.-reeks met als protagonist de Oostenrijkse prins en freelance CIA-agent Malko Linge.

## Het verhaal
Naar aanleiding van de aanslagen op de ambassades van de Verenigde Staten en Frankrijk in Libanon wordt Malko door de CIA naar Beiroet gezonden. Bij deze aanslagen is het pas benoemde districtshoofd van de CIA in Beiroet op brute wijze vermoord maar niet voordat deze een boek met alle namen van agenten en lokale stringers heeft overhandigd.
De aanslagen geven Beiroet een troosteloos aanzien dat nog het meest weg heeft van het voorportaal van de hel.
Dan krijgt de CIA lucht van een op handen zijnde aanval onder leiding van de “Bisschoppen van God” uit Baalbek, een stad in de rijke Bekavallei. Malko reist met alle gevaren van dien naar de Bekavallei met maar een doel: het voorkomen van de alles verpletterende aanval.

## Personages
- Malko Linge, Oostenrijkse prins en CIA-agent;
- John Guillermin, het districtshoofd van de CIA te Beiroet.